# Vocologie
Vocologie is de interdisciplinaire praktijk van de (re)habilitatie van de menselijke stem. De vocologie begeeft zich op de grenzen tussen foniatrie, logopedie, fonetiek, en stempedagogiek en disciplines die daaraan verwant zijn. Vanuit verschillende perspectieven zoeken vocologen naar toepassingen om het functioneren te verbeteren van zowel gezonde stemmen ("habilitatie") als ongezonde stemmen ("rehabilitatie").
Vocologie is een onbeschermde titel, net als foniater en stempedagoog. Iedereen mag zich in Nederland en België vocoloog noemen. 